# Arturo Beretta
Arturo Beretta (Bologna, 11 aprile 1876 – Bologna, 28 febbraio 1941) è stato un medico italiano.
Assistente di clinica all'ospedale di Bologna dal 1906 al 1914, è considerato il padre della stomatologia in Italia. Nel 1908 ottenne la libera docenza in odontoiatria all'estero, poiché in Italia la stomatologia era ancora pressoché sconosciuta e nel 1912 divenne docente all'università di Bologna.
Nel 1919 aprì a Bologna l'Istituto clinico per le malattie della bocca. Nel 1932 ottenne la presidenza dell'Associazione stomatologica internazionale, riottenendola poi nel 1935 per un secondo mandato.
Nel 1939 divenne senatore del Regno d'Italia.